# Krepšinio klubas Dzūkija Alytus
Il K.K. Dzūkija Alytus è stata una società cestistica avente sede nella città di Alytus, in Lituania. Fondata nel 2012, gioca nel campionato lituano.
Gioca le partite interne nella Alytaus Arena che ha una capacità di 5.500 spettatori.